# Евдокимов, Владимир Николаевич
Владимир Николаевич Евдокимов (род. 6 ноября 1960, г. Харьков) — украинский милиционер. С 5 марта 2014 года — первый заместитель Министра внутренних дел Украины. Генерал-полковник милиции, кандидат юридических наук.

## Образование
Окончил Харьковский авиационный институт (1983), Украинскую юридическую академию (1991), Украинскую академию внутренних дел (1995).

## Трудовая деятельность
С 1983 по 1985 годы служил в Вооружённых Силах.
Службу в органах внутренних дел начал в 1986 году милиционером патрульно-постовой службы милиции УВД Харьковского горисполкома. В дальнейшем (до 1994 года) работал на различных должностях в подразделениях уголовного розыска отделов внутренних дел Червонозаводского и Московского райисполкомов г. Харькова, УВД Харьковской области.
С 1995 по 1998 годы — первый заместитель начальника УМВД Украины в Луганской области — начальник управления по борьбе с организованной преступностью.
С 1998 по 2001 годы занимал должности начальника отдела, заместителя начальника управления, начальника управления уголовного розыска УМВД Украины в Днепропетровской области.
В 2001—2004 годах — первый заместитель начальника, начальник Главного управления уголовного розыска (впоследствии — Департамента уголовного розыска) МВД Украины.
В 2004—2005 годах работал проректором Киевского юридического института МВД Украины, советником Посольства Украины в Российской Федерации.
С февраля по декабрь 2005 года — начальник УМВД Украины в Днепропетровской области.
С декабря 2005 года — заместитель Министра внутренних дел Украины — начальник криминальной милиции.
С сентября по декабрь 2006 года — первый заместитель Министра внутренних дел Украины.
Декабрь 2007 — март 2010 — заместитель Министра внутренних дел Украины — начальник криминальной милиции.
16 августа 2014 года обвинён пресс-службой националистической организации «Правый сектор» в контрреволюционный деятельности.